# د کریستالز

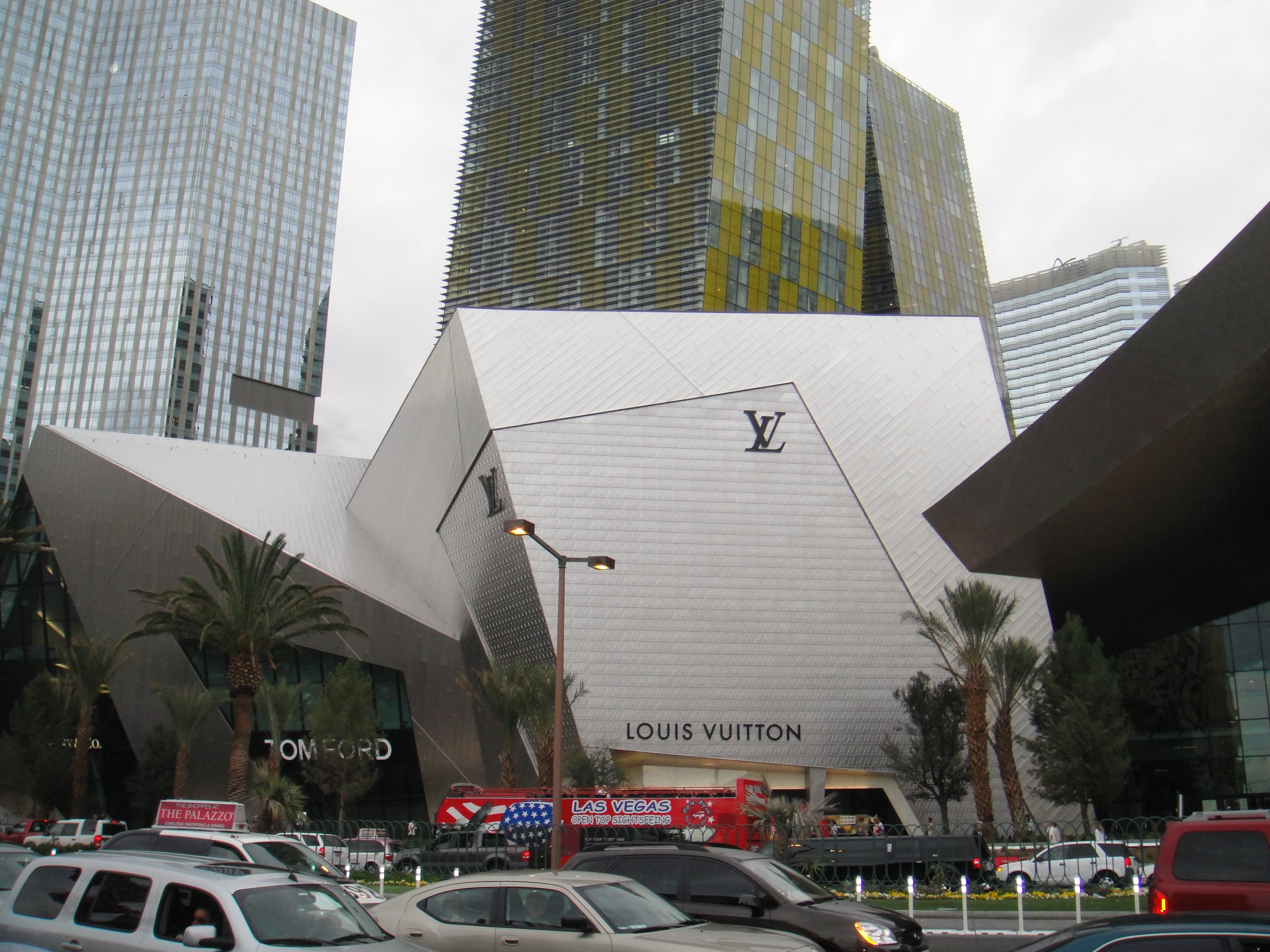
مرکز خرید کریستالز در نوار لاس وگاس قرار دارد.

د کریستالز یا کریستال‌ها (به انگلیسی: The Crystals) نام یکی از معتبرترین مراکز خرید در آمریکا است. این مرکز در شهر لاس وگاس قرار دارد.
معمار این مرکز خرید سرپوشیده دانیال لیبسکیند است.

## نگارخانه

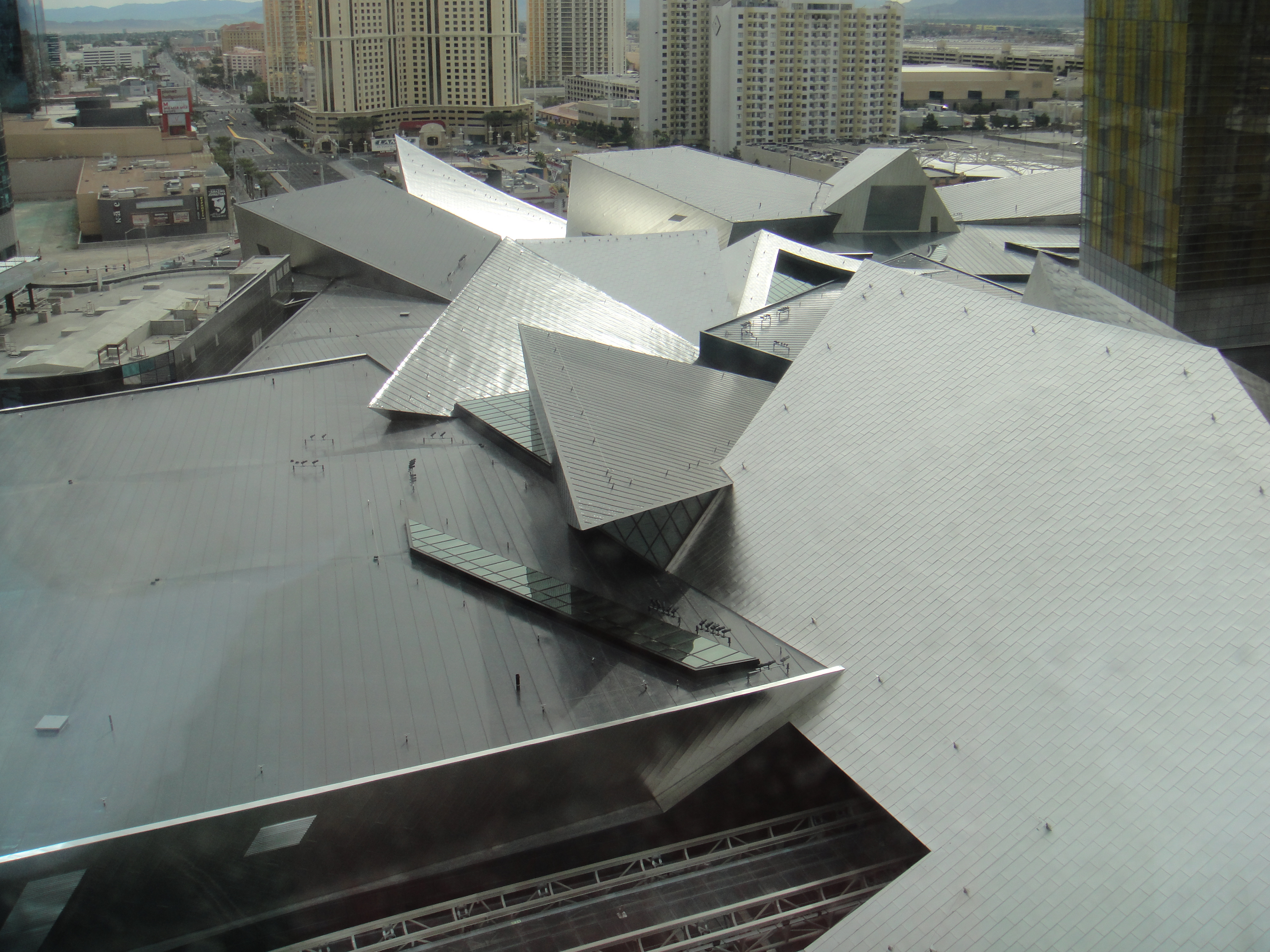
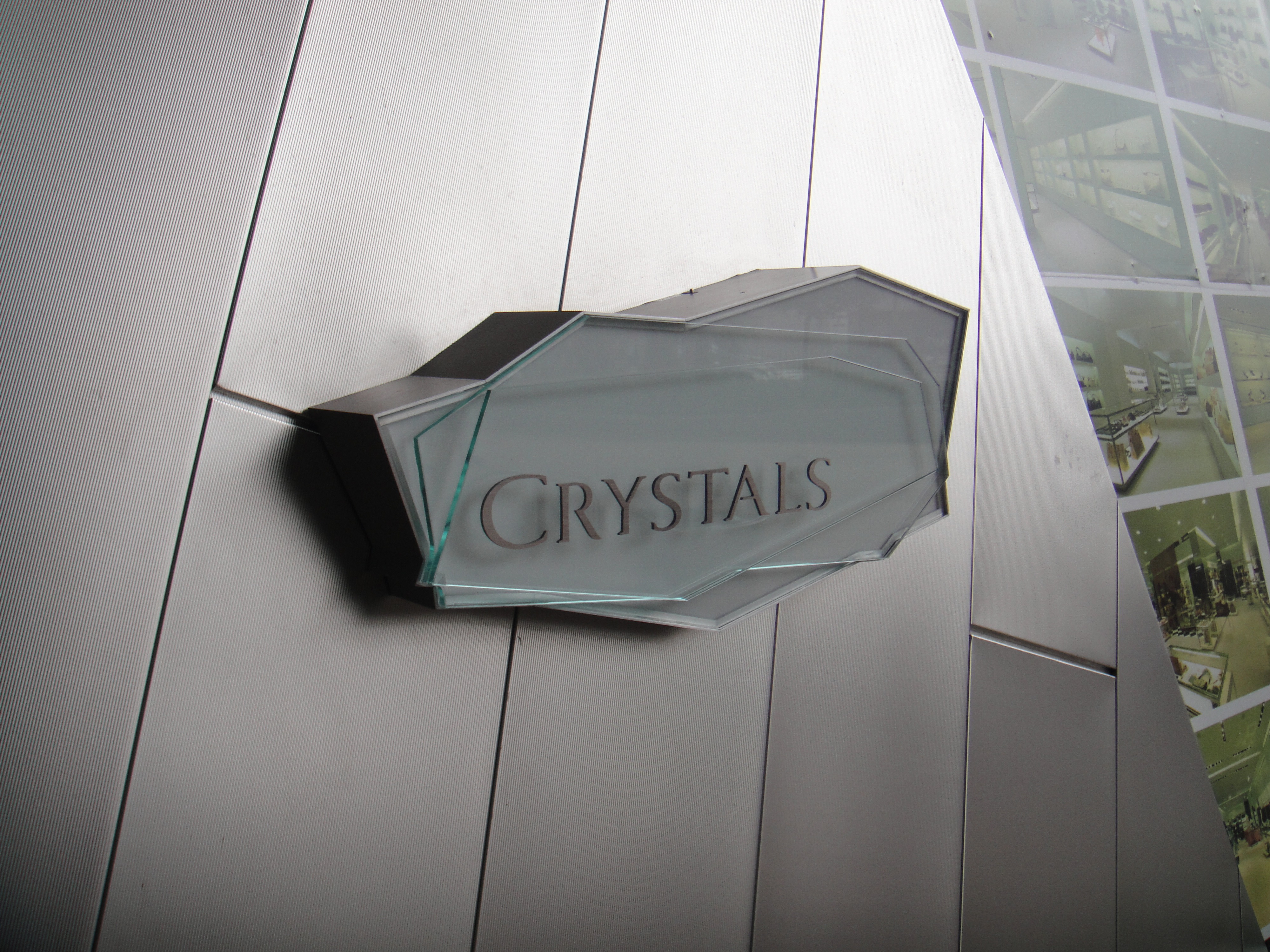
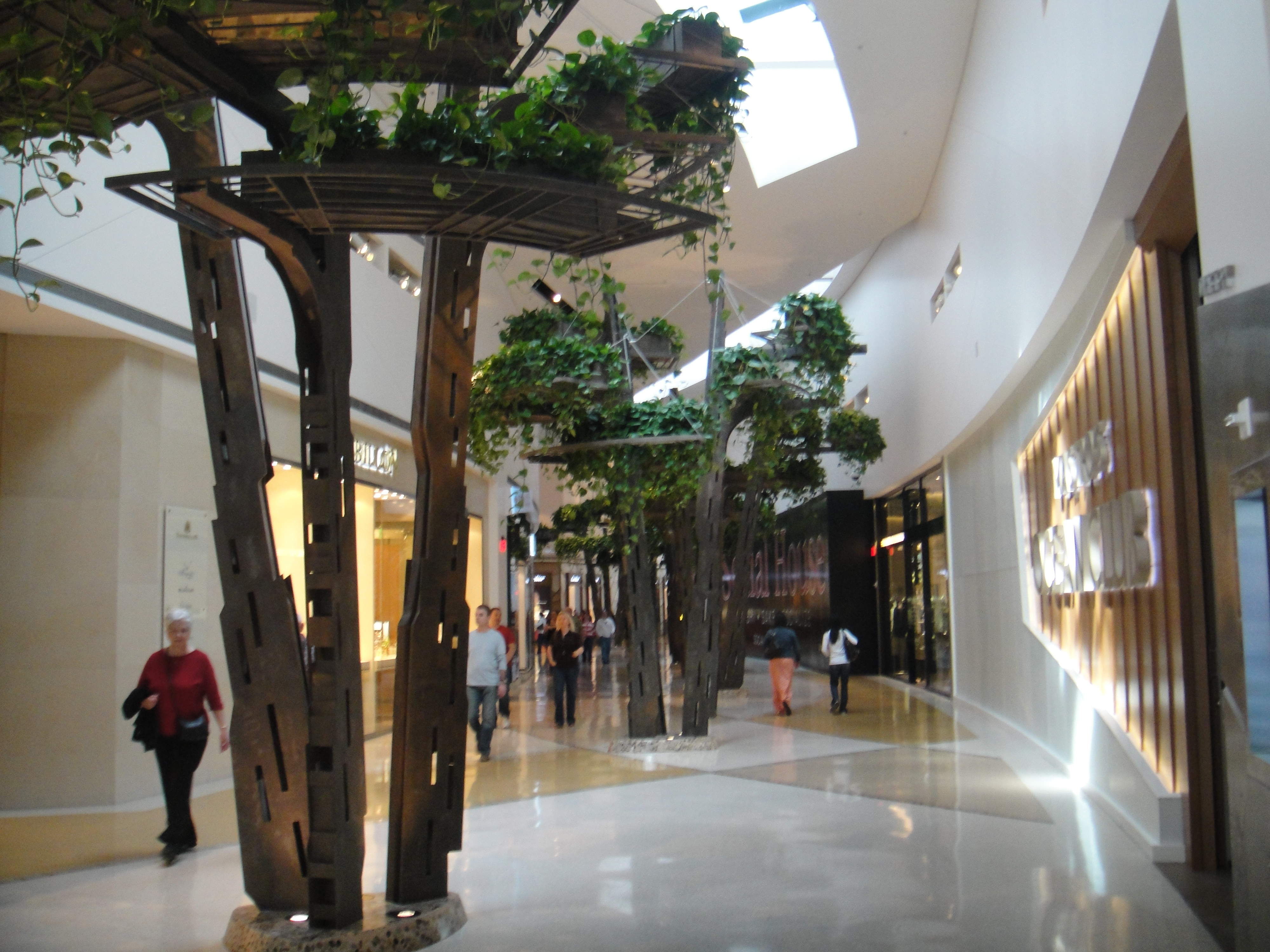
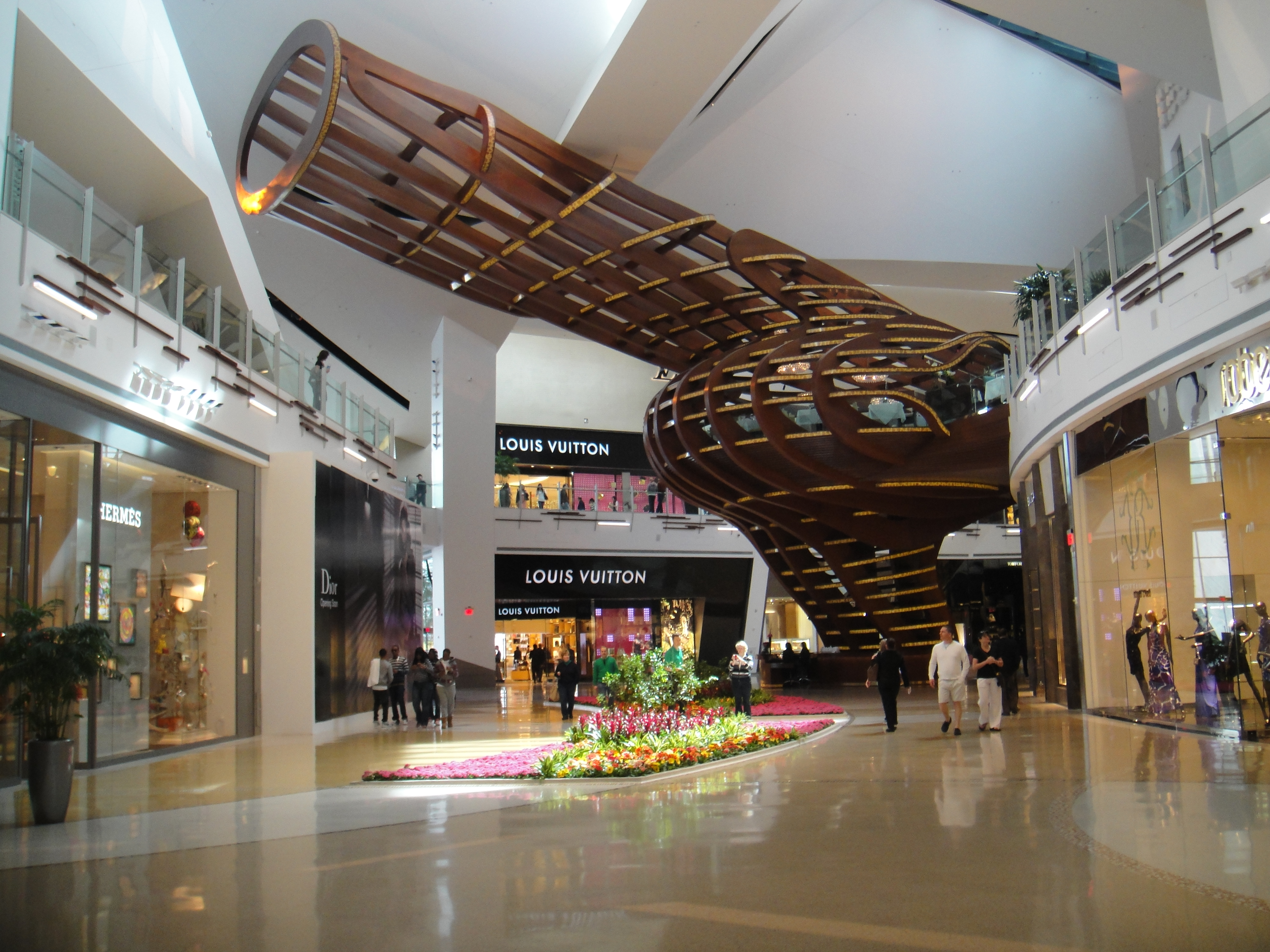
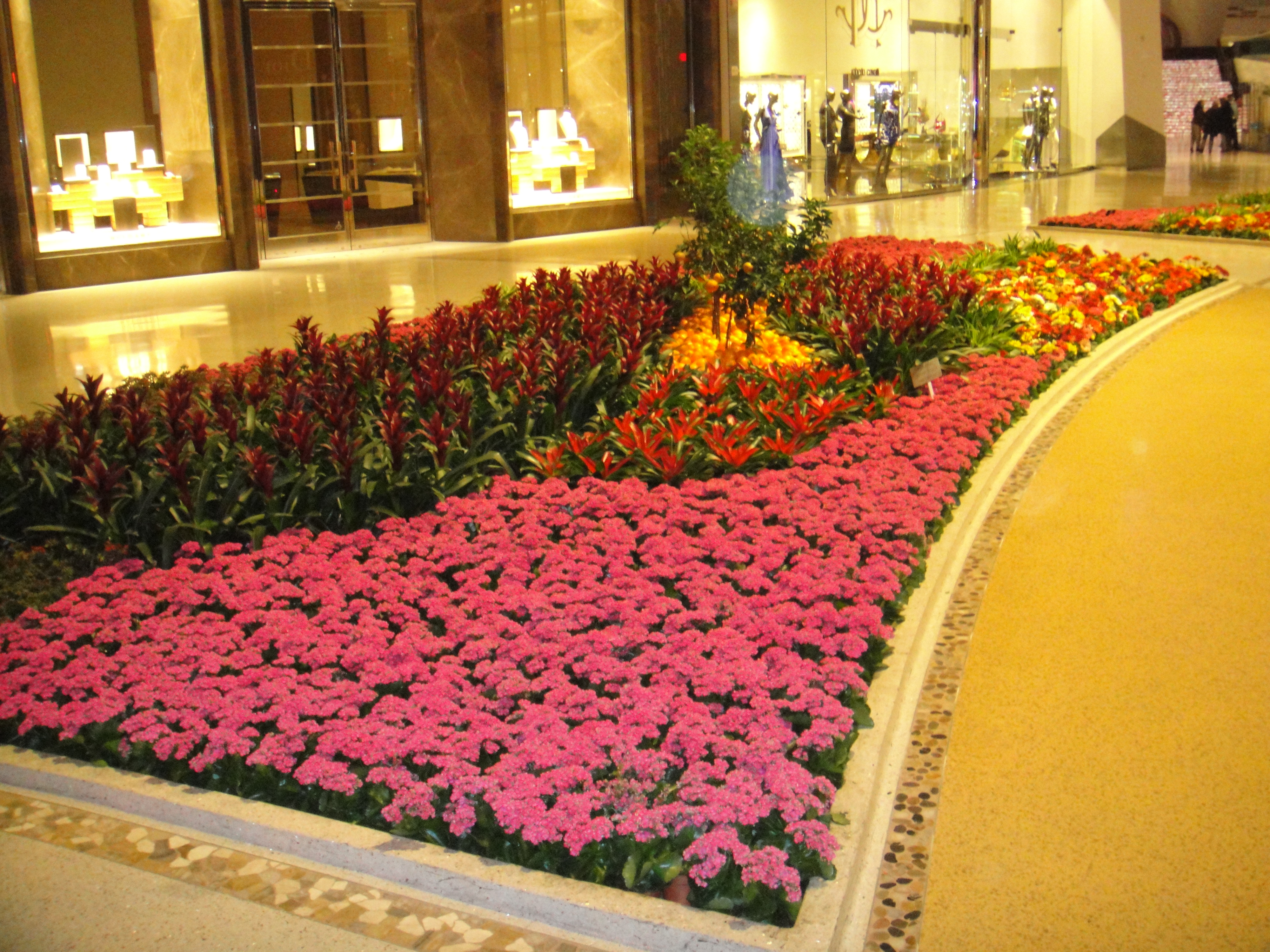